# Uniform Computer Information Transactions Act
Der Uniform Computer Information Transactions Act (UCITA) war ein umstrittener US-amerikanischer Gesetzesvorschlag aus dem Jahr 1999 zur Neuregelung des Vertragsrechtes für Software. Es sah u. a. vor, dass Lizenzverträge auch dann gültig sind, wenn der Kunde sie erst nach dem Kauf des Produktes einsehen kann. Außerdem sollten Softwarefirmen ein Recht zum „Ausschalten der Lizenz“ erhalten, beispielsweise bei Ablauf einer Lizenz durch Löschen per Internet auf dem Kundenrechner. Das Vorhaben wurde im August 2003 für gescheitert erklärt. Es wurde jedoch 2000 in den Bundesstaaten Virginia und Maryland ratifiziert und war dort auch 2008 noch geltendes Recht.

## Hintergrund
Lizenzen waren individuell zwischen Firmen ausgehandelte und unterzeichnete Verträge, bis mit dem PC ein anonymer Massenmarkt für Software aufkam. Für diesen Bereich entwickelten die „Inhaltsbesitzer“ vereinfachte anonyme Lizenzierungsverfahren. Auch die Lizenzen der freien Software sehen nach demselben Mechanismus vor, dass der Nutzer durch Verbreitung oder Veränderung des Programms seine Einwilligung in die Lizenzbedingungen anzeigt. Trotz einiger Präzedenzurteile, die die Legalität von Shrink-Wrap-Lizenzen bestätigen, weigern sich noch manche Gerichte bislang, die Shrink-Wrap-Lizenzen durchzusetzen.
Mit der Bezahlung der Ware im Laden, so die Argumentation, sei ein Kaufvertrag zustande gekommen. Die Lizenz, die der Käufer erst zur Kenntnis nehmen kann, wenn er die Packung öffnet, sei ein Versuch, die Natur der Transaktion durch zusätzliche Bedingungen nachträglich zu verändern. Diesen geänderten Vertragsbedingungen müsse der Käufer separat zustimmen, und dafür reiche ein Mausklick nicht aus.
Der Rechtsanwalt Jürgen Siepmann schrieb 1999 für die deutsche Rechtslage:
„AGB auf Schutzhüllen von Datenträgern (so genannte ‚Shrink-Wrap-Agreements‵) haben aus vertragsrechtlicher Sicht im Allgemeinen keine Gültigkeit, da diese erst nach Vertragsschluss zur Kenntnis genommen werden können. Sie können jedoch urheberrechtlich von Bedeutung sein“
Diese Rechtsunsicherheit sollte im Zuge der Revision des US-amerikanischen Uniform Commercial Code (UCC), dem Äquivalent zu den deutschen AGB, beseitigt werden. Zur Begründung hieß es:
„Da die Nation sich von einer Ökonomie, die sich um Waren- und Dienstleistungstransaktionen dreht, hin zu einer Informations-Ökonomie entwickelt, ist der Bedarf an konsistenten und berechenbaren Rechtsnormen drastisch angestiegen, auf die sich die Verträge stützen, die dieser Ökonomie zu Grunde liegen. Ein Mangel an Einheitlichkeit und Klarheit der Rechtsnormen, die diese Transaktionen bestimmen, ruft Unsicherheit, Unvorhersehbarkeit und hohe Transaktionskosten hervor.“ (ALI und NCCUSL, Presseerklärung, April 7, 1999)
Die Reform des UCC wurde gemeinsam vom American Law Institute (ALI) und der National Conference of Commissioners on Uniform State Laws (NCCUSL) betrieben, da Vertragsrecht in den USA Sache der Bundesstaaten ist. Anfangs waren die Bestimmungen zu Computerprogrammen als Artikel 2b des UCC geplant, wobei das Gesetz ansonsten den Handel mit materiellen Gütern behandelt.
Mitte 1999 gaben die Beteiligten bekannt, dass die Regeln für Transaktionen von computergestützter Information in einem eigenständigen Rahmengesetz, dem Uniform Computer Information Transactions Act (UCITA) geregelt werden sollten, das in den einzelnen US-Bundesstaaten umgesetzt werden sollte. Die gültige Fassung war die vom 9. Februar 2000, entworfen im Juli 1999. Maryland und Virginia hatten bereits entsprechende Gesetze erlassen.
Der UCITA sollte Shrink-Wrap- (Ziff. 209) und Online-Lizenzen (Ziff. 211) für die Nutzung von »Computerinformation« (nicht nur Programme, sondern jede Art elektronischer Inhalte, die von einem Computer verarbeitet werden können, einschließlich der dazugehörigen Dokumentation – Ziff. 102.10) legalisieren, sofern der Lizenznehmer die Möglichkeit hat, die Vertragsbedingungen zur Kenntnis zu nehmen, bevor er seine Zustimmung manifestieren muss. Daneben sollte der UCITA den Zugang zu Online-Informationen für eine bestimmte Zeitspanne (Ziff. 611) regeln.
Besonders umstritten war der Passus, der es Softwareherstellern erlaubt hätte, Mechanismen zur Electronic Self-Help Repossession (etwa: Wiederaneignung durch elektronische Selbsthilfe) in ihre Produkte einzubauen, die im Falle eines Vertragsbruchs durch den Lizenznehmer ausgelöst werden können (Ziff. 816). Mit „Wiederaneignung durch elektronische Selbsthilfe“ ist gemeint, dass das Unternehmen das Recht erhalten hätten, bei einem (tatsächlichen oder vermeintlichen) Verstoß des Lizenznehmers, ohne ein Gericht anzurufen, die Lizenz zu widerrufen und 15 Tage nach einer Vorwarnung mit elektronischen Mitteln die Programmausführung zu blockieren. In der Debatte war von „vernünftig konfigurierten elektronischen Mitteln“ die Rede.
Im offiziellen Kommentar heißt es dazu:
„Die bisherige Rechtslage bei der Nutzung elektronischer Mittel, um Abhilfe bei Verstößen zu schaffen, ist unklar.“
Die „Selbsthilfe“ der Industrie ist an einige Bedingungen gebunden (der Abschnitt ist auch nicht mit „Self-Help“, sondern „Limitations on Electronic Self-Help“ betitelt), doch an dieser „Wiederaneignung“ wurde kritisiert, dass das Rechtsgut der geschützten Privatsphäre (der Festplatte des Nutzers) im Interesse des Rechts von Copyright-Eigentümern, die Nutzung ihrer Werke zu kontrollieren, eingeschränkt werden sollte, sowie dass die Schnittstelle zur „Selbsthilfe“ von Dritten missbraucht werden könnte.
Auch ein Verbot auf den Wiederverkauf von Massenmarktlizenzen, sofern es deutlich kenntlich gemacht wird, hätte der UCITA legalisiert (Ziff. 503.4).
Weitere Kritik betrifft die von UCITA vorgesehene Einschränkung der Gewährleistung, die es Softwareherstellern ermöglicht hätte, Gewährleistungen aufgrund mangelnder Sorgfalt des Kunden bei der Erhaltung der Funktionsfähigkeit der Betriebssystem-Installation einzuschränken: Dies hätte der Kritik zufolge neue Techniken zur Überwachung der Benutzer erforderlich gemacht sowie durch die Einschränkung der Haftungsbedingungen zu sinkender Softwarequalität geführt.
Der von Microsoft angestellte Jurist Robert Gomulkiewicz argumentierte, dass genau diese Haftungs- und Gewährleistungseinschränkungen der Entwicklung von Open-Source-Software förderlich sei, da sie diese Risiken von den individuell arbeitenden Open-Source-Entwicklern fernhalte. Die Chance für kommerzielle Softwarehersteller an dieser Situation sei, dass sie den Kunden bessere Bedingungen bieten könne.
Der Ingenieur-Berufsverband IEEE argumentierte, dass der UCITA die vom US-Bundesrecht über das Copyright gewährten Freiheiten wie Fair Use und die zum Zwecke der Entwicklung kompatibler Produkte gegebene Zulässigkeit von Reverse Engineering unterminiere.
Die Aufgaben der Bibliotheken, wie Zugänglichmachung und Erhaltung von Wissen, können vertraglich und technisch unmöglich gemacht werden.
Vor einer Übernahme der UCITA-Regelungen auf Deutschland warnte die Copyright-Beauftragte der Bundesvereinigung Deutscher Bibliotheksverbände, Beger:
„Das bedeutet, dass bei zunehmender Verbreitung über Lizenzverträge die Ausnahmetatbestände in den Urheberrechtsgesetzen ihre Bedeutung verlieren, soweit sie nicht zwingend anzuwenden und durch Vertrag nicht auszuschließen sind. Deshalb muss es Ziel aller Bemühungen im Rahmen von Gesetzgebungsverfahren sein, zwingende Normen zu den Ausnahmetatbeständen zu erreichen, die den ungehinderten Zugang zu Informationen für jedermann auch im digitalen Umfeld in Übereinstimmung mit dem Drei-Stufen-Test gemäß Artikel 9, Absatz 2 RBÜ gewährleisten.“